# Plesiochactas dilutus
Espèce
Synonymes
- Megacormus granosus dilutus Karsch, 1881
- Plesiochactas dugesi Pocock, 1900

Plesiochactas dilutus est une espèce de scorpions de la famille des Euscorpiidae.

## Distribution
Cette espèce est endémique du Mexique. Elle se rencontre au Veracruz et en Oaxaca.

## Description
Les femelles types mesurent 57 et 65 mm.

## Systématique et taxinomie
Cette espèce a été décrite sous le protonyme Megacormus granosus dilutus par Karsch en 1881. Elle est élevée au rang d'espèce et placée dans le genre Plesiochactas par Pocock en 1902 qui dans le même temps place Plesiochactas dugesi en synonymie.

## Publication originale
- Karsch, 1881 : Ueber eine neue Gattung Skorpione. Archiv für Naturgeschichte, vol. 47, no 1, p. 16–18 (texte intégral).